# Horla
Horla är en tätort i  Vårgårda kommun och kyrkby i Horla socken. Orten var före 2015 en småort. SCB betecknade småorten 2010 Horla och Ekebacken.
Öster om orten rinner Säveån och i sydväst ligger Storsjön.
Här ligger Horla kyrka.
Söder om orten ligger naturreservatet Yxnås.
Det fanns under en period en s.k. lådsåg som tillverkade fisklådor i trä. Verksamheten sysselsatte ett antal personer men avecklades under 70-talet.

## Befolkningsutveckling
| Befolkningsutvecklingen i Horla och Ekebacken/Horla 1990–2020                                   | Befolkningsutvecklingen i Horla och Ekebacken/Horla 1990–2020 | Befolkningsutvecklingen i Horla och Ekebacken/Horla 1990–2020 | Befolkningsutvecklingen i Horla och Ekebacken/Horla 1990–2020 | Befolkningsutvecklingen i Horla och Ekebacken/Horla 1990–2020 |
| ----------------------------------------------------------------------------------------------- | ------------------------------------------------------------- | ------------------------------------------------------------- | ------------------------------------------------------------- | ------------------------------------------------------------- |
|                                                                                                 |                                                               |                                                               |                                                               |                                                               |
| År                                                                                              |                                                               |                                                               | Folkmängd                                                     | Areal (ha)                                                    |
| 1990                                                                                            | 1990                                                          |                                                               | 140                                                           | 15#                                                           |
| 1995                                                                                            | 1995                                                          |                                                               | 177                                                           | 30#                                                           |
| 2000                                                                                            | 2000                                                          |                                                               | 159                                                           | 30#                                                           |
| 2005                                                                                            | 2005                                                          |                                                               | 183                                                           | 33#                                                           |
| 2010                                                                                            | 2010                                                          |                                                               | 190                                                           | 35#                                                           |
| 2015                                                                                            | 2015                                                          |                                                               | 209                                                           | 64                                                            |
| 2020                                                                                            | 2020                                                          |                                                               | 262                                                           | 85                                                            |
| Anm.: Småortens beteckning 1990-2005 Horla, 2010 ändrad till Horla och Ekebacken. # Som småort. |                                                               |                                                               |                                                               |                                                               |

På grund av förändrat dataunderlag hos Statistiska centralbyrån så är småortsavgränsningarna 1990 och 1995 inte jämförbara. Inom det område som småorten omfattade vid småortsavgränsningen 1995 var befolkningen 149 invånare den 31 december 1990.